# Bernard Haitink
Bernard Haitink est un chef d'orchestre néerlandais né le 4 mars 1929 à Amsterdam et mort le 21 octobre 2021 à Londres. Il est particulièrement célèbre pour ses interprétations de Mahler, Bruckner, Brahms, Beethoven, Chostakovitch et Liszt.

## Biographie

### Origines et premiers pas
Bernard Johan Herman Haitink naît en 1929 à Amsterdam de Anna Clara Verschaffelt, travaillant pour l’Alliance française, et de Willem Haitink, fonctionnaire appelé à devenir administrateur du gestionnaire du réseau public de transport d'électricité des Pays-Bas.
Il étudie d'abord le violon au conservatoire d'Amsterdam, puis la direction d'orchestre auprès de Felix Hupka, qui également dirigeait l’orchestre de l’école. Il devient violoniste de l'orchestre symphonique de la Radio néerlandaise et, en même temps, prend des leçons auprès du chef d'orchestre Ferdinand Leitner en 1954, qui lui confie en 1955 le poste de second chef de l'orchestre de l'Union des radios néerlandaises.

### Premiers succès

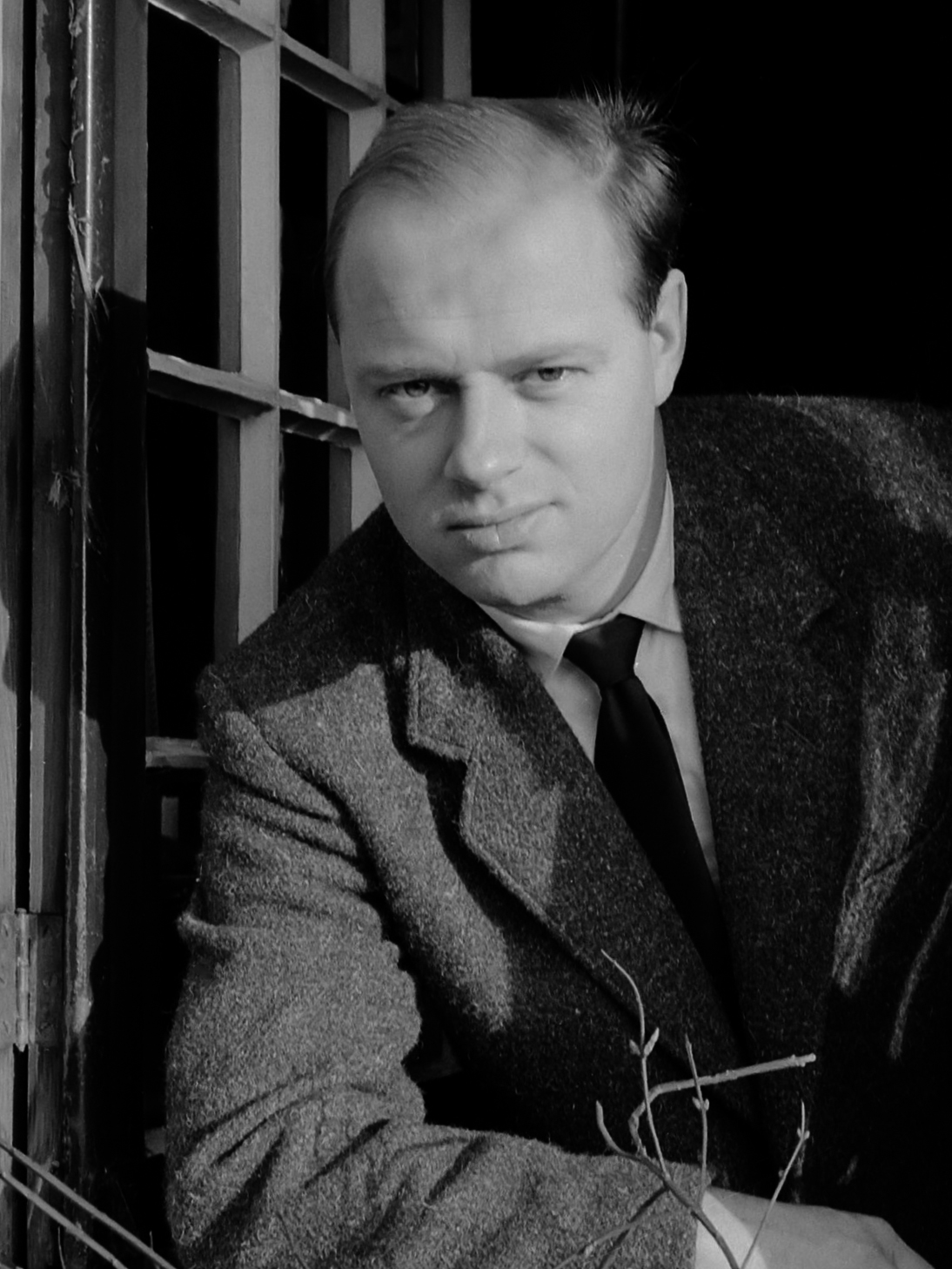
Bernard Haitink en 1959.

En 1961, c'est la consécration : Haitink succède à Eduard van Beinum, qui lui-même avait remplacé Willem Mengelberg en 1945, à la tête de l'orchestre royal du Concertgebouw. Il va y rester pendant vingt-sept ans. En 1967, il devient également le principal chef de l'orchestre philharmonique de Londres, et ce jusqu'en 1979. En 1968, il y enregistre sa première version de la Symphonie no 2 de Mahler qui deviendra un succès, notamment grâce aux voix d’Aafje Heynis et d’Elly Ameling.

### Les années opéra
En 1972, Haitink commence à porter son attention sur l'opéra. Il devient ainsi en 1978 le directeur musical du festival de Glyndebourne, poste qu'il occupera jusqu'en 1988. Il dirige Les Noces de Figaro de Mozart au festival de Pâques de Salzbourg 1991. Puis il est directeur musical de la Royal Opera House jusqu'en 2002.

### Reconnaissance mondiale
De 1994 à 1999, il est directeur musical de l'orchestre de la jeunesse de l'Union européenne.
D'août 2002 à 2004, Bernard Haitink est directeur de la Staatskapelle de Dresde. En 2006, il accepte de devenir chef principal de l'Orchestre symphonique de Chicago aux côtés de Pierre Boulez (chef émérite), dans l'attente de la nomination d'un nouveau directeur musical. En dehors de ce poste, il détient des positions honorifiques à l'Orchestre philharmonique de Berlin (membre honoraire), à l'Orchestre symphonique de Chicago (chef émérite) et à l'Orchestre royal du Concertgebouw d'Amsterdam (chef honoraire).
À partir du début des années 2000, il dirige régulièrement l'orchestre symphonique de Londres.

### La retraite
Bernard Haitink met fin à sa carrière après un ultime concert, le 6 septembre 2019, à la tête de l'Orchestre philharmonique de Vienne, au Concert Hall, KKL de Lucerne dans le cadre du Festival de Lucerne. Il dirige alors le Concerto pour piano no 4 de Beethoven avec le soliste Emanuel Ax, puis la Symphonie no 7 de Bruckner.
Bernard Haitink meurt à Londres dans la nuit du 21 octobre 2021, à l'âge de 92 ans,.

## Enregistrements
Bernard Haitink a réalisé de nombreux enregistrements chez Decca, EMI, et Philips, notamment les dix symphonies d'Anton Bruckner, les quinze symphonies de Dmitri Shostakovitch, les ballets de Stravinsky, l'intégrale des symphonies de Johannes Brahms et de Gustav Mahler avec l’orchestre royal du Concertgebouw, ainsi que de nombreuses autres œuvres avec l'orchestre philharmonique de Berlin, l'orchestre philharmonique de Vienne, l’orchestre symphonique de Boston (dont, à nouveau, l'intégrale des symphonies de Brahms), l'orchestre symphonique de la Radiodiffusion bavaroise et l'orchestre national de France.
En 2003-2004, il enregistre avec l'orchestre symphonique de Londres une intégrale des symphonies de Brahms, en concert, fort appréciée par la critique, puis en 2005-2006, avec le même orchestre, une intégrale des symphonies de Ludwig van Beethoven, en concert, aussi saluée par la critique ; mais aussi l'intégrale des symphonies de Ralph Vaughan Williams, encore considérée comme une référence, aux côtés même des versions d'Adrian Boult, André Previn. Ces deux derniers enregistrements ont été réalisés chez LSO Live, le propre label de l'orchestre symphonique de Londres. En 2011, il enregistre La Damnation de Faust de Berlioz avec le Radio Filarmonisch Orkest & Groot Omroepkoor.

## Distinctions
- Chevalier de l'ordre des Arts et des Lettres (1972)
- Officier de l'ordre de la Couronne de Belgique (1977)
- Chevalier commandeur honoraire[8] de l'ordre de l'Empire britannique (1977)
- Commandeur de l'ordre d'Orange-Nassau (2002)
- Membre honoraire de l'ordre des compagnons d'honneur (Royaume-Uni) (2002)
- Grammy pour son interprétation de l'opéra Jenůfa de Janáček (2003)
- Docteur honoris causa du Royal College of Music (2004)[9]
- Commandeur de l'ordre du Lion néerlandais (2017)[10]
- International Opera Award pour l'ensemble de sa carrière (2020)[11]